# Domingo Sangriento (1900)
El Domingo sangriento del 18 de febrero de 1900 fue un día de grandes bajas para el ejército imperial (anglo-canadiense) en la segunda fase de la segunda de las guerras de los Bóeres.
Ocurrió el primer día de la Batalla de Paardeberg. Un ejército Anglo-Canadiense de 6000 efectivos atrapó a un grupo de 5000 soldados bóeres (también llamados afrikáner) y algunos civiles que estaban bajo el mando de Piet Cronje en una curva del Río Modder, habiendo avanzado desde Ramden el día 11. Los bóeres se atrincheraron en Paardeberg Hill.
- Datos: Q5123963